# كينت أندرسون (لاعب كرة قاعدة)
كينت أندرسون (بالإنجليزية: Kent Anderson)‏ هو لاعب كرة قاعدة أمريكي، ولد في 12 أغسطس 1963 في فلورنس في الولايات المتحدة.

## وصلات خارجية
- كينت أندرسون على موقع دوري كرة القاعدة الرئيسي (الإنجليزية)
- كينت أندرسون على موقعبيزبول رفرنس.كوم (الدوري الرئيسي) (الإنجليزية)
- كينت أندرسون على موقعبيزبول رفرنس.كوم (الدوري الثانوي) (الإنجليزية)
- كينت أندرسون على موقع إي إس بي إن.كوم (أم.أل.بي) (الإنجليزية)
- كينت أندرسون على موقع مشجعي الرسوم البيانية (الإنجليزية)